# Dina Tumarkina
Pour les articles homonymes, voir Tumarkina.
Dina Toumarkina (en azéri : Dina Iosifovna Tumarkina), née le 16 août 1932 à Odessa, est une artiste de théâtre d'Azerbaïdjan.

## Biographie
L'actrice est née à Odessa, où, selon ses propres mots, ayant à peine appris à marcher et à parler, elle commence à participer à des spectacles amateurs pour enfants. Après l'école, la future star de la scène de Bakou est diplômée de l'Institut de réfrigération d'Odessa avec une spécialité complètement antiféminine et non créative "Machines et installations de réfrigération et de compresseur"... De 1956 jusqu'à son départ pour Israёl en 1990, Dina Tumarkina travaille au Théâtre dramatique russe de Vurgun. Pendant de nombreuses années, elle est l'une des principales actrices de théâtre.

## Émigration
Elle se produit dans de nombreuses villes de l'ex-Union soviétique avec des programmes poétiques récitant des poèmes du poète national azerbaïdjanais, Samed Vurgun. En 1981, D.Tumarkina reçoit le titre d'artiste du peuple d'Azerbaïdjan[réf. souhaitée].
En Israël, Dina Tumarkina ne reste pas non plus inactive - elle apparait à la radio et à la télévision, a joué 11 rôles dans divers théâtres (dont six en hébreu). Une rencontre avec l’actrice a été organisée à la bibliothèque municipale de Jérusalem, organisée par l'association internationale Israël-Azerbaïdjan "Aziz".